# Kenning
Een kenning (in het Oudnoords kenning "kenteken", meervoud kenningar, van kenna "kennen") is een dichterlijke uitdrukking eigen aan de Oud-Germaanse Scandinavische, Noorse, Angelsaksische en Keltische literatuur en Skaldendichtkunst. Het is een stijlfiguur die als substitutie voor een naam of begrip wordt aangewend.
De kenningar van de Oudnoordse lofliederen komen bij de leek als gekunsteld over vanwege de opeenstapeling van koene spreuken, maar bij het aristocratische publiek van kenners werd er een zekere voorkennis van het mythisch materiaal en van dat van de sagen door opgeroepen.
Epische genres zoals de Heldenliederen en de Vertelliederen maken geen gebruik van de kenning. Ze werd uit de West-Germaanse dichtkunst overgenomen, vooral de alliteratie, en is tot op vandaag nog productief in de dichterlijke taal.

## Meerledige samenstellingen
In tegenstelling tot het eenledige heiti, vergelijkbaar met een metafoor, is de meerledige kenning een beeldomschrijving van een eenvoudig begrip, in eenvoudige bewoording. 
De kenning bestaat minstens uit twee termen, de ene (het 'basiswoord') wordt aan de andere gekoppeld om als samenstelling een nieuwe betekenis op te roepen die geen van beide termen op zich heeft.
Kenningen vertonen de neiging om zelfstandige traditionele formules te worden, en kunnen dan vaak erg gecompliceerd zijn. De skalden waren er dermate bedreven in, dat de kenningen als absoluut kenmerkend voor de aard van de ‘skaldische verzen’ beschouwd zijn geworden.
Een opvallende eigenschap van kenningen is ook dat zij vaak bij middel van opeenvolgende substituties worden toegepast in erg lange gecompliceerde strengen. Zo weten degenen die bedreven zijn in de kenningen dat “slachtingdauwwormendans” betekent: “strijd”. “Slachtingdauw” is namelijk “bloed”, “bloedworm” is “zwaard”, en “zwaarddans” is “strijd”.
Een ander soort woordspel is op omkering van kenningen gebaseerd. Bijvoorbeeld, als “zwaarddans” staat voor “strijd” en “speergeraas” is een kenning voor een ander soort strijd, dan kan “zwaard” gemakkelijk “speergeraasdanser” worden.

## Mythologische achtergrondkennis vereist
Dat doorgedreven kennis van de Noordse mythologie een conditio sine qua non was, mag blijken uit het feit dat de IJslandse geleerde Snorri Sturluson op die basis de Proza-Edda samenstelde als leidraad voor aspirant dichters. Het volgende voorbeeld mag dit verder aantonen. Het gaat om een compositie van de Noorse skald Eyvind Finnson (ca. 990 overleden). Hij maakt de vergelijking tussen de hebzucht van koning Harald II (Harald Gråfell) met de vrijgevigheid van zijn voorganger Haakon de Goede:
Bárum Ullr, of alla
ímunlauks, á hauka
fjöllum Fyrisvalla
fræ Hákonar ævi;
nú hefr fólkstríðir Fróða
fáglýjaðra þýja
meldr í móður holdi
mellu dolgs of folginn
Vertaling in proza: “Ullr, de oorlogsui!” We droegen “de zaden van de Fyrisvellir” op “de bergen van de haviken” heel Hakons leven lang; nu heeft de volksvijand “de bloem van Fróðis ongelukkige slaven” in “het vlees van de moeder van de vijand der reuzinnen” verborgen.
“Oorlogsui” is een kenning voor “zwaard” en de namen van goden werden vaak als basiswoord gebruikt in kenningen voor mannen en vrouwen. “Ullr, de oorlogsui” betekent “krijger” en verwijst naar koning Harald. 
“De Fyrisvellirzaden” is een kenning voor “goud” en werwijst naar de saga van Hrólf Kraki. Het was het gestolen goud dat Hrólfs mannen in het open heuvelland (vellir) ten zuiden van Gamla Uppsala uitstrooiden bij hun vlucht voor de Zweedse koning Adils teneinde de mannen van de koning te doen afstijgen om het goud te verzamelen. “De havikenbergen” steunt op het feit dat vorsten vaak tamme valken en haviken op hun arm meedroegen, en het betekent “armen”. 

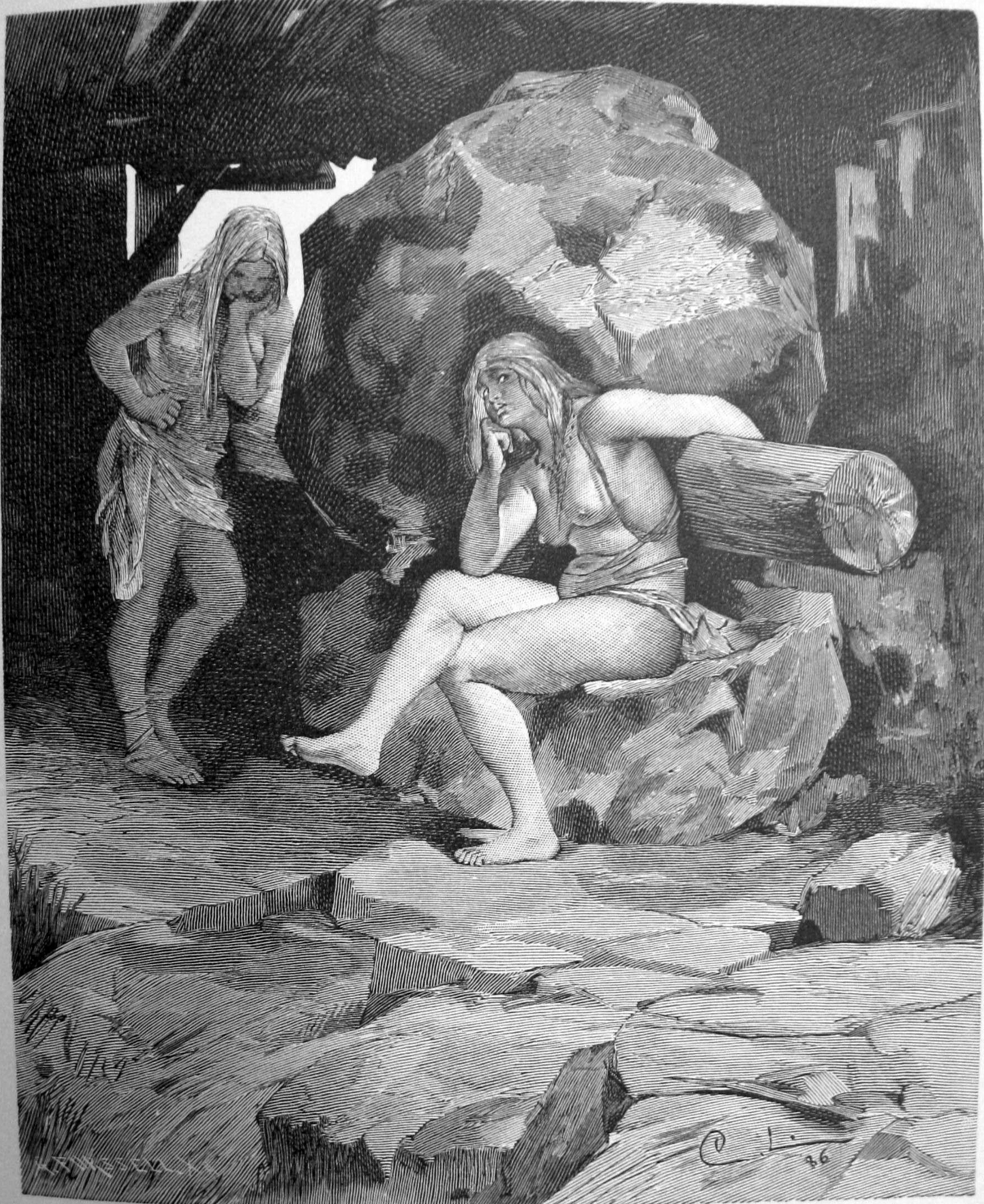
Fenja en Menja

In het tweede gedeelte betekent “de bloem van Fróðis ongelukkige slaven” ook weer “goud”, maar om de kenning te begrijpen moeten we de Grottisöng en de legende van de Deense koning Fróði kennen. Die kocht namelijk in Zweden de reuzinnen Fenja en Menja om ze een molen te laten bedienen die goud produceerde alsof het bloem was. Die twee reuzinnen waren ongelukkig omdat Fróði ze nooit liet rusten. En uit wraak brachten ze uiteindelijk ongeluk en oorlog voort, tot de molen stuk vloog en de hal van Fróði opbrandde. “Het vlees van de moeder van de reuzinnenvijand” verwijst naar de aarde (Jörd), omdat zij de moeder van Thor was, de vijand van de Thursen en Joten.
Een Lijst van kenningen kan geconsulteerd worden ter referentie.

## Etymologie
De wortel “ken” bestaat nog steeds in de Scandinavische talen (bijvoorbeeld Zweeds känna), zowel als in het Nederlands en het Duits (“kennen”) en in het Afrikaans (“ken”). In Groot-Brittannië komt de wortel enkel nog in het Schots voor.

## Voorbeelden
- Drakennest, Freyas Tranen, Stem der Reuzen voor goud
- Speerweer, Staaldonder, Thing der Wapens voor gewapende strijd
- Wondenwolf voor bijl
- Walvisweg (Oudengels hwæl-weġ) voor zee
- Wijnstokbloed voor wijn
- Lijkenkoekoek voor raaf
- Bijenwolf (Beowulf-epos regel 10) voor beer

## Onderzoek
De interpretatie van de skaldenpoëzie is erg moeilijk. Finnur Jónsson heeft baanbrekend werk verricht op het gebied van analyse. Uit zijn interpretatiemethode bleek dat het grootste deel van de skaldenpoëzie zo ingewikkeld was dat de tekst voor de meeste toehoorders vrijwel onverstaanbaar moet zijn geweest en qua dieper begrip enkel voor insiders bedoeld was. Latere onderzoekers, zoals E.A. Kock, pasten een natuurlijker interpretatie toe.